# Ornithocephalus polyodon
Ornithocephalus polyodon är en orkidéart som beskrevs av Heinrich Gustav Reichenbach. Ornithocephalus polyodon ingår i släktet Ornithocephalus och familjen orkidéer. Inga underarter finns listade i Catalogue of Life.